# 산척역
산척역(山尺驛)은 충청북도 중원군(현 충주시) 산척면에 있었던 충북선의 옛 역이다.
1959년 1월 1일에 보통역으로 영업을 개시하였으며,  충북선 복·직선화 및 인등터널의 개통에 따라 1980년 10월 14일 폐역되었다. 현재 산척역이 있던 자리에는 천주교의 장애아동 복지 시설인 '참좋은 집'이 들어서 있으며, 산척역의 관사 건물이 인근에 남아 있다.